# Viriacca
Viriacca is een geslacht van rechtvleugeligen uit de familie sabelsprinkhanen (Tettigoniidae). De wetenschappelijke naam van dit geslacht is voor het eerst geldig gepubliceerd in 1998 door Ingrisch.

## Soorten
Het geslacht Viriacca omvat de volgende soorten:
- Viriacca insignita Gorochov, 2013
- Viriacca insularis Gorochov, 2011
- Viriacca modesta Gorochov, 2013
- Viriacca viridis Ingrisch, 1998